# Cheryl Miller
Cheryl Miller, född den 3 januari 1964 i Riverside, California, är en amerikansk basketspelerska som tog tog OS-guld 1984 i Los Angeles. Detta var USA:s tredje OS-guld i dambasket någonsin. Miller studerade vid University of Southern California.